# Зінов'єва Світлана Людомирівна
Світла́на Людоми́рівна Зіно́в'єва (нар. 16 травня 1952 в Челябінську) —  українська кінооператорка, продюсерка.

## Біографія
Народилася в Челябінську 1952 року (тоді РСФСР). Закінчила Київський державний інститут театрального мистецтва ім. І. Карпенка-Карого (1976), кінооператорська майстерня Сурена Шахбазяна.
Працювала на Одеській кіностудії та студії «Київнаукфільм». Зняла як операторка-постановниця 7 ігрових та близько 30 документальних фільмів. Починаючи з 1993 року, незалежна продюсерка, глава і засновниця Inspiration Films Company .
Ініціювала та проводила з партнерами протягом 8 років Українські майстерні з міжнародної копродукції документального кіно. Спродюсувала близько 50 документальних фільмів, широко представлених на престижних міжнародних кінофестивалях. Ряд її робіт були нагороджені на FID Марсель, МКФ Краків, МКФ Молодість, Артдокфест, Азербайджанський аудіовізуальний фестиваль, Ханти-Мансійського МКФ та інших.
Засновниця та співкураторка Клубу документального кіно Close Up  [Архівовано 10 березня 2022 у Wayback Machine.].
Експертка, членкиня журі та лекторка в галузі кіномистецтва.
Членкиня Національної спілки кінематографістів України.

## Фільмографія

### Продюсерка
- «Контури» (2016), 66хв., реж. О. Чорний, В. Балаян, О. Радинський
- «Свій голос» (2016) 77 хв., реж. С. Маслобойщиков[1]
- «Григорівський синдром» (2016), 14 хв., реж. Д. Глухенький
- «Український аргумент» (2015, співпродюсер), 60 хв., реж. С. Маслобойщиков
- «Сестра Зо», 62 хв. Реж. А. Коваленко і Л. Дуракова (2014)
- «Ігор Шамо. Постлюдія», 58 хв., реж. Ю. Лазаревська (2014) продюсер та один з операторів
- «Позитив», 28 хв., реж. П. Кельм (Головко), 2013
- «Табір. Лолі калі шуба», 52 хв., реж. О. Балагура, 2013
- «Поза Євро» кіноальманах-лабораторія (співпродюсер), 2012
- «Час життя об'єкта в кадрі» (2012, співавт. сценар.), реж. О. Балагура, Inspiration Films Company
- «Мій батько Євген» (2010, співпродюсер), реж. А. Загданський
- «Ревю (Представление)», реж. С. Лозниця (спільне виробництво Німеччина, Росія, Україна), 2008, копродюсер
- «Крила метелика» (2007), 64 хв., реж. О. Балагура, (спільне виробництво Україна, Франція)
- «Люди Майдану.NEVSEREMOS’!», 27 хв., реж. С. Маслобойщиков, спільне виробництво SDC (Швейцарія), Inspiration Films" (Україна), 2005
- «Інакші», 27 хв., BT-SP, реж. М. Сурков, Inspiration Films" (Україна) у копродукції з LRT (Литва) (продюсер, автор сценарію), 2005
- «На болотах», 24 хв., BT-SP, реж. М. Сурков, 2004
- «Дело Плевицкой», 40 хв., ТБ канал «Культура», Росія, реж. С. Буковський (виконавчий продюсер, оператор, художник),2003
- «Галшчин дім», 30 хв., реж. С. Маслобойщиков, 2002
- «Terra vermelha (Червона земля)», реж. С. Буковський, 30 хв. 16 мм, 2001

### Кінооператорка
- «Глибока рідня» (1979, к/м, реж. С. Ашкеназі, Одеська кіностудія)
- «Колесо історії» (1981, реж. С. Клименко, Одеська кіностудія)
- «Час для роздумів» (1982, у співавт. з В. Кабаченком, реж. С. Ашкеназі (1985), Одеська кіностудія)
- «Коли стають дорослими», реж. С. Ашкеназі (1985, Одеська кіностудія)
- «Осіння історія» (1990, реж. В. Кукушкін, ВТО Дебют)
- «Родимка» (1991, к/м, у співавт. з В. Кабаченком), ВТО Дебют)
- «Поминання» (1991)
- «Спілка одноногих» (1992, у співавт. з В. Кабаченком), реж. О. Столяров, ВТО Дебют)
- стрічки «Середньовіччя зачинається о 18:00» (фільм 1), «Я, милістю божою, пан возний» (фільм 2), «Магдебурзькі хроніки» (фільм 6) та «Бий, хто цнотливий!» (фільм 8) в документальному циклі «Невідома Україна. Як судились колись в Україні» (1993)[2] та ін.

## Відзнаки
- Лауреатка Мистецької премії «Київ» ім. Івана Миколайчука (2017)[3].